# 1937年布莱克沃特大火
1937年8月18日，一道闪电击中了美国肖松尼国家森林，引发了一场后称“1937年布莱克沃特大火”（英語：Blackwater Fire of 1937）的火灾。火灾现场位处怀俄明州科迪市以西约35英里（56）处。此次大火中，山火因干燥锋面的缘故突然增强并改变方向，导致15名消防员先后遇难——火势迅速向茂密的森林中蔓延，致使部分消防员被困在火灾旋风中，9名消防员在大火中罹难，6名消防员事后因严重烧伤和呼吸道并发症死亡，另有38名消防员受伤。此次火灾事故是1910年大火至2013年亞奈爾山火之间的103年里，美国国家森林大火中消防员死亡人数最多的一次。
克莱顿山西坡上，有一片花旗松构成的1,700英畝（690公頃）的原始森林，布莱克沃特大火将这片森林燃烧殆尽。火灾发生时，温度将近90 °F（32 °C），但相对湿度只有6%。参与救援行动的大部分的消防员都是平民保育團的员工，由经验较为丰富的美国国家森林局负责指挥。20世纪上半叶，消防员扑灭野火的工具大都只能徒手使用，而且全都得靠动物驮运。天气预报系统准确度极差，无线电交流也很困难，几乎等同于虚设。
经历了这场大火后，森林局对整个事件展开了调查、分析，并设计出了一套新的火警预警系统（如1939年的空降消防员计划）。此外，1957年，森林局还制定了《标准消防十条法则》。火灾一年后，生还者和他们的同事在火灾现场为死伤者立起了几座纪念碑。

## 背景

### 地貌环境

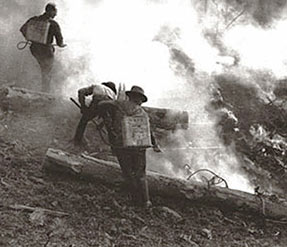
布莱克沃特大火中，消防员使用背包式水泵，徒手操作消防工具

布莱克沃特溪（Blackwater Creek）发源于肖松尼国家森林希普平顶山大约海拔11,400英尺（3,500）的位置，向北流入布莱克沃特谷。溪流总长12英里（19），横跨美国第14、16、20号国道，在干尸洞西侧、黃石國家公園东界15英里（24）处陡然下降，随即注入肖松尼河北支。火灾旋风造成的死亡均位于克莱顿山西坡，此处沿山路向南走的话大概距离溪谷有5英里（8.0）的距离。溪谷中遍布着大大小小的山沟、山脊，在阿布萨罗卡岭火成岩的侵蚀作用下逐渐形成了搓板式地貌，山坡斜度在20%到60%之间不等。当地植被主要由花旗松构成，属于高山混合针叶林生态。大火发生时，森林植被茂密、成熟，同时其中也有不少死亡树木。这些已经干枯的树木的枝节伸出地面，形成了阶梯可燃物，使得火舌可以轻松向树顶蔓延。

### 20世纪早期的消防条件
1937年时，消防队既没有能够在灾难现场实时通话的对讲机，又没有能够运送物资和水的直升机。虽然消防员手头有便携式气压水泵可供使用（布莱克沃特大火中启用了两个），但是大部分消防员使用的是背包式水泵，需要人工操作且水量有限。防火道也是消防队员用铲子、斧子和斧镐（将斧子与锄头合二为一的消防工具）人工挖凿而出。大部分消防员身着棉、羊毛制成的服装，这类衣物的防火能力极差。此外，他们没有配备防火遮蔽——这一器械在1960年代首度出现，1977年时才强制要求配备。后世的研究人员认为，若消防员身处于一个合适的位置上，他们可以利用防火遮蔽在此次火灾旋风中存活下来。
布莱克沃特溪谷陡峭、崎岖的地貌迫使消防员带着救灾物资徒步前往火灾现场。大火期间，他们还用马将物资从道路驮运至山上的救灾大本营。许多消防员都是平民保育團的雇员，但由于平民保育团平日主要在负责建设工作，他们对森林消防知之甚少。在20世纪早期发生了几起严重的火灾之后，1935年，官方制定了“上午10点法则”（10 am rule），建议在发现火情后，于翌日上午10点前将火灾规模全力控制下来，旨在避免火灾规模因午后升温、气流不稳定的因素而加速发展，变得难以预料。此外，1951年，第一份关于火灾情形、可广泛用来训练消防员的科学报告才首次面世。

## 灭火

### 火灾监测与消防队的响应

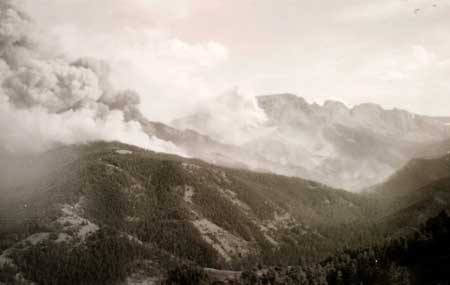
1937年8月21日约下午4时的布莱克沃特大火现场

1937年8月18日，一道闪电引燃了布莱克沃特大火，但是人们直到8月20日才监测到火情，此时估测火灾规模已达2英畝（0.81公頃）。8月20日晚，火灾规模已扩大到200英畝（81公頃）的范围。包括肖松尼国家森林华皮蒂区（Wapiti）平民保育团和联邦公路局（Bureau of Public Roads）的雇员在内，美国国家森林局领导的65名消防员沿着大火的侧翼架起消防线。午夜，消防队运来了便携式气压水泵并将其架设在布莱克沃特溪旁边。稍后，另一台水泵也送达现场。消防队分别在大火北翼、西翼架起了2,000英尺（610）、5,000英尺（1,500）的软管管线。8月21日凌晨2:30，国家森林局平民保育团赶到火灾现场，并在大火北翼协助消防线的架设工作。此时，风力逐渐加大，将大火向东侧推进。消防局官员认为他们人手不够，因此8月21日上午，肖松尼国家森林的其他地区，以及该森林以东165英里（266）的大角国家森林的平民保育团也响应号召，加入灭火行动之中。截至当日中午12:30，参与灭火的消防员已逾200人。人们还在布莱克沃特溪的一条支流上筑起了一座小水坝，来为消防员的背包式水泵供水。由于经过了一晚上的长途跋涉，大角国家森林滕斯利普区（Ten Sleep）的平民保育团直到8月21日才正式展开火灾救援工作，当他们抵达现场时，他们被要求前去支援已经奋战了一整晚的华皮蒂保育团。布莱克沃特溪向东延伸至克莱顿溪谷。在国家森林局克莱顿巡逻站的指挥下，50余名消防员在那里筑起了一道新的消防线。
一份从爱达荷州发到怀俄明州里弗顿的无线电报告显示，有一道干燥锋面正在向东推进。华皮蒂巡逻站的工作人员或许收到了这则消息，但由于无线电线路不够多，在火灾一线的消防员对此并不知情。国家森林局派遣的飞机对火灾展开对空观察活动，并将观察结果用无线电传输至华皮蒂巡逻站。在8月21日中午12:40时，对空观察员报告了消防线附近的几处飞火（spot fire）。到了下午1点，华皮蒂的气温已达90 °F（32 °C） ，而相对湿度则极低（6%）。下午3:30时，干燥锋面抵达火灾地点，此时西南风风速增大至30英里每小時（48每小時）。下午3:45时，西南风忽然转变为西风，导致消防线上的树冠火、飞火数量增多。此外，对流风风力也有所加强，将大火前线向东部推进。

### 火灾旋风中受困的消防员

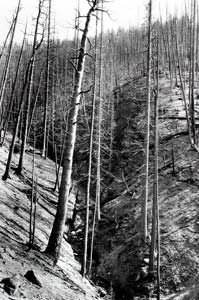
大火后的克莱顿溪谷

国家森林局的火灾负责人厄尔班·普斯特（Urban Post）率领着滕斯利普区平民保育团深入火海，途径国家森林局阿尔弗雷德·克莱顿（Alfred Clayton）那里。当时，克莱顿身边只有一名消防员，于是普斯特便给他派去了6名消防员扩充人手，剩下的则前往消防线来扑灭规模较小的飞火。接着，普斯特率领他的部下沿东继续前进，但是他们在一处悬崖边上发现了更多飞火，比克莱顿那边的还要多。克莱顿也注意到了这些飞火，并赶来协助扑灭。到了下午4点，飞火燃烧至树冠，于是克莱顿向普斯特请求增援。消息传到普斯特那里时，火灾旋风已经燃起来了，并沿着山沟、峡谷向东一路猛进，将克莱顿的人马困在了他们建造的大坝附近，导致克莱顿和另外6名消防员当场死亡。第8位消防员在当时被抢救了过来，但后来也在医院中罹难。
普斯特率领着国家森林局、平民保育团和联邦公路局雇员组成的40多名消防员登上悬崖，想要在大火的重重包围之下找到一个突破口以寻求避难。飞火横在普斯特和他的手下的眼前，阻隔他们在悬崖上继续行进，但他们发现了一片岩地。于是，被大火包围时，他们趴在了岩地上。为了避开火舌，普斯特的人手在这一小片岩地上挤在一起。国家森林局员工保罗·泰瑞尔（Paul Tyrrell，后死亡）以自己的血肉之躯护住了几位平民保育团的消防员，使他们免受大火的吞噬。然而，五名消防员因不堪忍受炽热的大火而冲入火海，想要逃到火灾前线的另一头去，但是这五个人中，只有一位消防员活了下来。这次事件中，一共有9名消防员在火灾前沿中身亡，另有6名事后因严重烧伤身故，此外还有38名消防员不同程度受伤。布莱克沃特大火是美国历史上消防员伤亡第四大的山火火灾。此次火灾事故是1910年大火至2013年亚奈尔山火之间的103年里，美国国家森林大火中消防员死亡人数最多的一次。

### 救治工作
8月21日晚6点，死伤的消息传到了火灾指挥部。那时，干燥锋面已经过境，风势减弱，大火也逐渐消退下来。普斯特率领众人穿过了已被大火燃烧殆尽的区域，寻求医疗救助。晚上又来了150名消防员和救护人员赶赴火场。收到求援消息后，救治工作立刻展开。8月22日早晨时，现场已有约500名消防员与救护人员。8月21日晚7点，国家森林局的保罗·克鲁格（Paul Krueger）率领的小队发现了首处人员死亡地点。他们找到了克莱顿小队的一位生还的队员，但后者严重烧伤。在临终前，他尽其所能指明了克莱顿和其他队员最后的行踪。普斯特告知救援队说，他的手下还有两人被困在火中，但他的队员已经心力交瘁，累到不行了。这两名队员最终在医院里过世。此外，第二天早晨，人们发现了普斯特小队中的另外两名试图穿越火海的队员的尸体。由于那片土地已经完全烧焦了，人们只得用担架和马匹将两具尸体转移至大本营。本次事故中，大火吞噬了1,700英畝（690公頃）的林地，直至8月24日方才被完全控制下来。

## 后续

### 调查

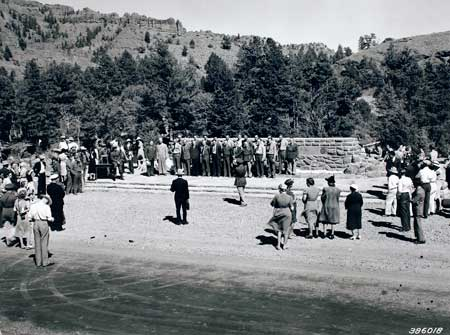
美国第14、16、20号国道旁侧的布莱克沃特大火纪念碑

布莱克沃特大火引发的这一系列的伤亡事故促使联邦政府对此尽早展开严密调查。国家森林局对布莱克沃特大火事件的调查由火灾防治部门助理主任大卫·高德温（David Godwin）负责。他在报告中写道，消防员身体条件都十分良好，且大部分人都有森林消防的经验，并认为火灾中的全部管理人员事前都得到了充分训练，也全都是经验丰富的消防员。高德温称，人们不可以责怪管理人员，因为火灾情况已经超出了他们的控制——当时为了将火灾尽早扑灭，人们千里迢迢赶来凑够人手（滕斯利普平民保育团长途跋涉了165英里（266）），怎奈路途遥远，没能赶在锋面来临前将大火控制下来。高德温的报告指明，火灾发生时，消防员需要迅速赶到现场，这对扑灭火灾至关重要。国家森林局洛基山脉区火灾控制负责人A·A·布朗（A. A. Brown）在研究了布莱克沃特大火火情与消防队的响应后，进一步印证了高德温的想法。
在火灾发生的那个年代里，人们认定火灾一定是有害的，而很少去关注火灾在生态环境中扮演的重要角色，因此，火灾发生时，人们认为保护森林的最佳方式便是迅猛出击，将山火立即扑灭。高德温认为，趁火灾规模扩大前，立刻出动飞机将消防员运到火灾地点，并让消防员跳伞抵达现场，是控制火灾的最佳方式。因此，1939年时，华盛顿州温斯罗普镇和蒙大拿州的两个地区发起了空降消防员计划。后来，1957年，国家森林局的管理人员在回顾1937年至1956年包括布莱克沃特大火在内的16场火灾时，制定了《标准消防十条法则》。《标准消防十条法则》推出后不久，进一步加强消防员安全的《18种警觉情况》（18 Watchout Situations）也出台了。布莱克沃特大火过去后的多年，林业管理人员逐渐了解到火灾在生态环境中的重要性，因此1977年时，国家森林局不再将“上午10点法则”作为自己的消防战术，而是将重心由“扑灭野火”转移到了“控制野火”上。

### 纪念
1938年，平民保育团为在布莱克沃特大火中伤亡的人们立起了几座碑，其中最大的一座位处美国14、16、20号国道旁侧。同年，在阿尔弗雷德·克莱顿和他的手下死去的地方，人们为他们树起了另一座纪念碑。第三座纪念碑位于厄尔班·普斯特和他的小队为了躲避火灾旋风而停驻的岩地上，后来这片岩地被命名为“普斯特点”（Post Point）。除此之外，还有几处以克莱顿命名的地方，包括火灾主要的死伤地点——克莱顿山。